# Bright Lights of Broadway
Bright Lights of Broadway è un film del 1923, diretto da Webster Campbell.

## Trama
Randall Sherrill, noto impresario teatrale, di passaggio in un paesino della provincia, rimane colpito dalla voce di una giovane donna che sente provenire dalla chiesa, e ancora più colpito, quando entra, dalla giovane stessa. Le propone di presentarsi il giorno dopo in un teatro di Broadway per un provino. La voce è quella di Irene Marley, che sin da ragazzina ha coltivato il sogno di sfondare nel mondo dello spettacolo, sogno che andava lentamente svanendo, ora che Irene si era fidanzata con Thomas Drake, figlio del pastore locale, e destinato a prenderne il posto una volta conclusi gli studi.
Il richiamo è troppo grande, e Irene, nella notte, prende il treno per New York. In breve tempo Randall la favorisce (aspettandosi qualcosa in cambio), a discapito della sua precedente fiamma, Connie King, della quale Irene finisce col prendere il posto in una produzione teatrale di successo. Mentre in Irene, che sembra ormai avviata sulla strada della fama, il richiamo del paese d'origine e i legami col fidanzato sembrano affievolirsi, Connie, consapevole dei secondi fini di Randall, allerta Thomas e gli chiede, se tiene al benessere della giovane star, di recarsi nella Grande mela.
Una notte, dopo una rappresentazione, Randall invita Irene da lui. È solo allora che la donna pare accorgersi delle reali intenzioni di Randall; ma rimane ancora maggiormente presa alla sprovvista quando quest'ultimo le chiede di sposarlo, quella notte stessa. Talmente scioccata che accetta. Un prete viene convocato, e i due si uniscono in matrimonio. Pochi minuti dopo Thomas irrompe a casa di Randall, che estrae il suo revolver. Ne nasce una colluttazione fra i due uomini. Parte un colpo: da una tenda, dietro alla quale si era nascosta dopo essere penetrata furtivamente nella casa, il corpo esanime di Connie King, colpita a morte, sbuca e si accascia al suolo.
Durante gli interrogatori Irene dichiara che a uccidere Connie è stato Randall. La sua testimonianza viene ritenuta nulla in quanto solo ora Randall rivela che Irene è sua moglie, e, secondo le regole del tempo e del luogo, una moglie non poteva testimoniare contro il marito. Thomas è accusato, giudicato colpevole e condannato a morte.
Qualche tempo dopo Irene, tenendo Randall sotto tiro di un'arma, gli fa redigere uno scritto in cui confessa di essere stato lui l'assassino di Connie; poi fugge col documento. Irene, con esso, deve giungere al penitenziario entro le 5 del mattino, ora dell'esecuzione capitale di Thomas, affinché venisse revocata; viene inseguita da Randall, dapprima in auto, poi in treno (Randall paga alcuni malaccorti ferrovieri perché seguano col loro convoglio quello su cui si trova la giovane). Il treno su cui si trova Randall viene coinvolto in uno spettacolare distruttivo incidente; Irene giunge appena in tempo al patibolo.
Irene, non più una star, si ricongiunge con Thomas.

## Produzione
Si tratta di una produzione indipendente. Le riprese principali sono iniziate il 20 aprile 1923 ai C. C. Burr studios di Glendale (Queens, New York) e sono terminate a fine maggio. Buona parte del cast era contemporaneamente impiegato in altre produzioni cinematografiche o teatrali che avevano luogo a New York. Lowell Sherman era impegnato sul palco dell'Eltinge Theatre come regista e attore nella commedia Morphia di Duncan McNab e Ludwig Herzer; nel film appaiono inoltre i 35 elementi del Beauty Chorus del New York Hippodrome con i costumi ideati da Andre Sherri, attivo a Broadway, e le Tiller Sunshine Girls, dallo spettacolo Ziegfeld Follies di Florenz Ziegfeld in scena al New Amsterdam Theatre.
La pellicola, per l'uscita americana, consisteva in 7 rulli, per una lunghezza totale di 2062 metri. Nelle sequenze iniziali è stata utilizzata la tecnica di colorazione additiva Prizma.
Due copie della pellicola sono preservate presso la Biblioteca del Congresso: una copia positiva in nitrato, formato 35 mm, e una negativa in diacetato. È attestata l'esistenza anche di copie positive in formato 16 mm.

## Distribuzione
Distribuito dalla Principal Pictures Corporation, il film è uscito nelle sale cinematografiche statunitensi il 6 agosto 1923.

## Accoglienza
Sul Film Daily del 30 settembre 1923 si può leggere: "Non ci si discosta molto dalla concezione stereotipa di come si ottiene la fama nel mondo dello spettacolo. Naturalmente ne fa parte anche quel tanto di sex appeal che potrebbe far ritenere inadeguata la visione a un pubblico di famiglie, per quanto, per la maggior parte, il regista Campbell ha girato con disinvoltura attorno alle situazioni delicate. Ci sono un paio di situazioni offensive che dovrebbero essere tagliate: una, il primo piano della rubrica telefonica che il produttore tiene accanto al letto e sulla quale sono notati i numeri di telefono di diverse ragazze. Atmosfera da palcoscenico, ascesa di una ragazza di campagna alla fama a Broadway, scenografia sontuosa, bei costumi, un buon cast, ecc. Tutti elementi che dovrebbero richiamare un pubblico numeroso.